# Правителство на Кийотака Курода
| Пост                                    | Име |
| Министър-председател                    | Кийотака Курода1 |
| Министър на външните работи             | Шигенобу Окума |
| Министър на вътрешните работи           | Аритомо Ямагата (30/04/1888-03/12/1888) Масайоши Мацуката (03/12/1888-03/10/1889) Аритомо Ямагата (03/10/1889-24/12/1889) |
| Министър на финансите                   | Масайоши Мацуката |
| Министър на войната                     | Ивао Ояма |
| Министър на флота                       | Цугумичи Сайго |
| Министър на правосъдието                | Акийоши Ямада |
| Министър на образованието               | Аринори Мори (30/04/1888-12/02/1889) Ивао Ояма (16/02/1889-22/03/1889) Такеаки Еномото (22/03/1889-24/12/1889)            |
| Министър на земеделието и търговията    | Такеаки Еномото (30/04/1888-25/07/1889) Каору Иноуе (25/07/1889-24/12/1889)                                               |
| Министър на съобщенията                 | Такеаки Еномото (30/04/1888-22/03/1889) Шоджиро Гото (22/03/1889-24/12/1889)                                              |
| Началник на правителствения секретариат | Банчо Комаки |
| Директор на законодателното бюро        | Коваши Иноуе |
| Ханрецу                                 | Хиробуми Ито |

1 Между 24 октомври и 24 декември 1889 г. длъжността на министър-председател се изпълнява временно от Санетоми Санджо.